# 周民淦
周民淦，臺灣省花蓮縣人，中華民國外交官、政府官員。父親是客家人，母親是河洛人。畢業於臺灣省立花蓮高級中學，以及國立臺灣大學政治學系國際關係組學士、政治學研究所國際關係組碩士。曾任駐紐約臺北經濟文化辦事處二等秘書、外交部非洲司科長、駐吉里巴斯大使館簡任一等秘書、國家安全會議專門委員、外交部國際傳播司副司長、駐檀香山臺北經濟文化辦事處總領事銜處長、駐帛琉大使、外交部亞東太平洋司長等職務，現任駐菲律賓臺北經濟文化辦事處大使銜代表。

## 職業生涯
2016年3月，中華民國國父孫中山的孫女孫穗芳贈送國父銅像，在駐檀香山臺北經濟文化辦事處舉辦揭幕儀式，處長周民淦並致贈賀狀予孫穗芳，檀香山市長也將3月11日訂為檀香山的「孫中山日」。
2017年農曆新年期間，台北市議員王欣儀在Facebook表示，她在駐檀香山辦事處長周民淦的家中聚餐，席間聽聞周民淦說原本要出席的台積電董事長張忠謀，因在自家的游泳池旁跌倒，傷勢應不輕，將緊急回台灣治療。此說法讓周民淦坦言「相當傻眼」，並指出聚餐是老長官蕭萬長到夏威夷，盡地主之誼接待，碰巧張忠謀也來度假，便邀請兩人來家中吃飯，也找了和兩人熟識的朋友出席。而這位朋友聚餐前突然問「有位朋友和她乾女兒（王欣儀）也想來可以嗎？」因不好意思婉拒便答應。周民淦還原現場，聚餐還沒開始，張忠謀就因跌傷告知無法出席，王欣儀和她乾媽晚到並不知情，周民淦強調不認識王欣儀和她乾媽，根本不可能與她們談論此事，豈知王欣儀「在場講、揣測就算了，之後還回去發臉書，說得那麼嚴重。」周民淦說道「王沒見到事實就誇大亂傳，影響甚大、十分不應該，也嘆自己不該一時心軟，讓不認識的人出席私人聚會。」對此，王欣儀回應「爭論細節沒有意義」，強調自己並非惡意散播，張忠謀是否回台灣就醫也是關心的推測，在事件發生後，也已刪除文章。
2019年3月，中華民國總統蔡英文訪問帛琉，由駐帛琉大使周民淦與帛琉國務部長馬緹娜登機迎接，該國副總統歐宜樓則在機梯前親自迎接，並舉行歡迎儀式。
2019年10月，駐帛琉大使周民淦應邀在眾議院10月會期的開議儀式中擔任主講者。周民淦全程以英語演講，依序說明中華民國（臺灣）對帛琉各類援助成果、太平洋戰略對抗情勢、中國近期加重打壓臺灣外交原因，以及臺帛友誼展望，歷時約20分鐘。
2023年4月，駐菲律賓代表徐佩勇遭指控對菲籍女秘書性骚扰，外交部將其解職並進行調查。6月，由亞東太平洋司長周民淦出任駐菲律賓代表。